# Llista d'alcaldes de Caldes de Montbui
Llista d'alcaldes de Caldes de Montbui:
- Ramon Palaudàries i Samsó (1899 - 1904)
- Josep Pascual i Busquets (1904 - 1906)
- Francesc de Paula Torras i Sayol (1907 - 1909)
- Josep Torrents i Roquer (1909 - 1912)
- Joan Anglí i Peig (1912 - 1914)
- Ramon Aymerich i Girbau (1914 - 1918)
- Joan Clapés i Masachs (1918 - 1920)
- Josep Ventura i Martí (1920 - 1923)
- Joan Baptista Germà i Duran (1923 - 1924)
- Francesc de Paula Torras i Sayol (1924 - 1930)
- Joan Terradas i Català (1930 - 1931)
- Joan Casademunt i Clapés (1931 - 1934)
- Josep Fontcuberta i Rogés (1934 - 1934)
- Joan Casademunt i Clapés (1934 - 1935)
- Isidre Anglí i Palaudàries (1935 - 1936)
- Josep Fontcuberta i Rogés (1936 - 1936)
- Avel·lí Subirana i Duran (1936 - 1938)
- Josep Tura i Casas (1938 - 1939)
- Salvador Masats i Giol (1939 - 1939)
- Isidre Anglí i Palaudàries (1939 - 1940)
- Carlos Montalbán i García-Noblejas (1940 - 1943)
- Miquel Badosa i Gaspar (1943 - 1943)
- Miquel Pagès i Sampera (1943 - 1952)
- Joan Riba i Guixà (1952 - 1961)
- Ramon Sagalés i Torras (1961 - 1973)
- Genís Pujol i Solana (1973 - 1979)
- Miquel Puig i Lucas (1979 - 1989)
- Montserrat Domènech i Borrull (1989 - 1991)
- Josep Manuel Garcia i Pérez (1991 - 1992)
- Montserrat Domènech i Borrull (1992 - 1995)
- Josep Maria Bonora i Dasquens (1995 - 1999)
- Montserrat Domènech i Borrull (1999 - 2007)
- Jordi Solé i Ferrando (2007 -)